# Activina

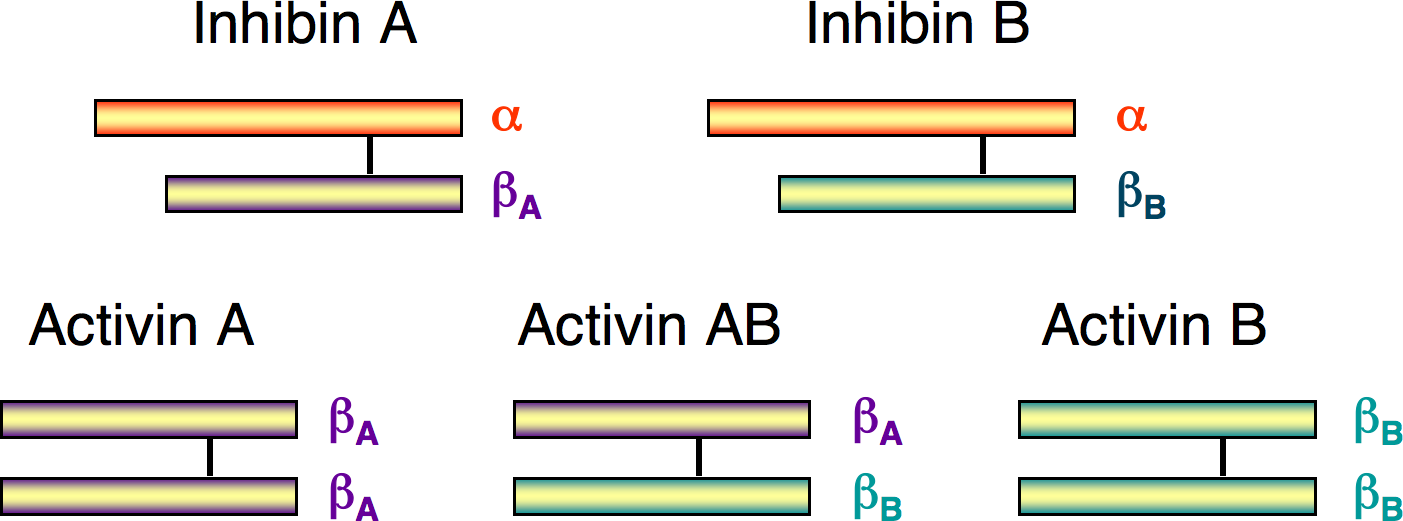
Existe três tipos de activina: A, AB e B.

Activina ou Ativina é um hormônio produzido pelo ovócito I cujo papel é de regular a produção de hormônio folículo-estimulante (FSH) através de feedback positivo, ou seja: quanto mais activina é produzida, maior é a liberação de FSH e GnRH.
A activina também tem um papel na cicatrização, na produção de espermatozoides e na neuroproteção. A activina é produzida nos ovários, testículos, na glândula pituitária e na placenta.
Para balancear, a inibina é sua antagonista, creduzindo a liberação de FSH e GnRH. Ambas são fatores de crescimento transformante beta (TFG-B).